# Tokiji Takei
Tokiji "Sojin" Takei (em japonês: 竹井 時次 (蘇人); 6 de abril de 1903 – 23 de julho de 1991) foi um poeta e ensaísta japonês que vivia no Havaí. Ele era um escritor prolífico, mais conhecido por sua poesia escrita enquanto estava encarcerado em uma série de campos de internamento.

## Biografia
Takei nasceu em 6 de abril de 1903 na cidade de Asakura, prefeitura de Fukuoka, Japão. Depois de terminar o ensino secundário em 1922, ele se mudou para Maui para ficar com seus pais, que já residiam no local. Dois anos depois, conseguiu seu primeiro emprego como professor de língua japonesa da escola de Kahului. Ele foi contratado pela escola de língua japonesa Paia em 1930 e depois se tornou o diretor da escola japonesa de Keahua. Em seu tempo livre, ele escreveu poemas de tanka e kanshi sob o pseudônimo de Sojin Takei.
Após o bombardeio de Pearl Harbor em 7 de dezembro de 1941, Takei foi preso pelo FBI e encarcerado no continente dos Estados Unidos. Nos três anos seguintes, ele foi mantido em campos de concentração em Haiku, Maui, Sand Island, Angel Island, Lordsburg e Santa Fé. Em dezembro de 1944, ele se reuniu com sua esposa, Yoshiko, e seus filhos, Yoshimitsu e Junko, no campo de internamento da cidade de Crystal, no Texas. Eles viveram lá até o final da guerra e retornaram a Honolulu em dezembro de 1945.
Takei escreveu poesia e ensaios, e foi membro de clubes de poesia durante todo o seu tempo no acampamento. Na cidade de Crystal, ele formou um clube de tanka com Motokazu Mori e compilou a única antologia de poesia do campo, Nagareboshi.
Após a guerra, Takei escreveu para o Hawaii Hochi. Ele se juntou ao Choon Shisha, um clube de poesia em Honolulu, mas depois se mudou para outro clube em Manoa. Mais tarde, ele se mudou para São Francisco, onde continuou a escrever poesia até sua morte em 23 de julho de 1991.